# Belmond
La ville américaine de Belmond est située dans le comté de Wright, dans l’État de l’Iowa. Lors du recensement de 2010, sa population s’élevait à 2 376 habitants, en diminution par rapport à 2000, où elle comptait 2 560 habitants. En 2012, sa population a été estimée à 2 348 habitants.

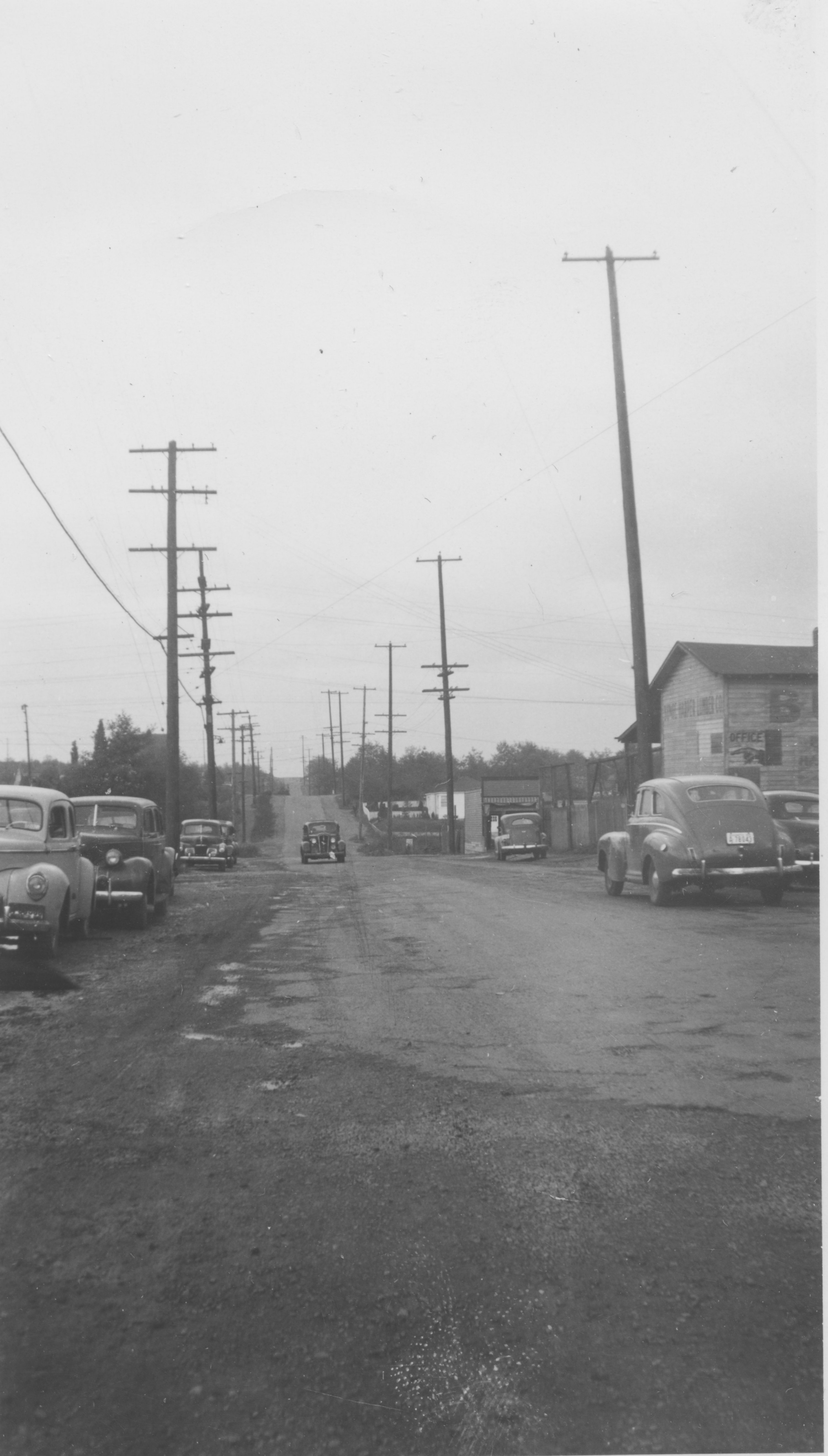
Rue Main, Belmond, Iowa 1945